# Alpinmuseum Kempten

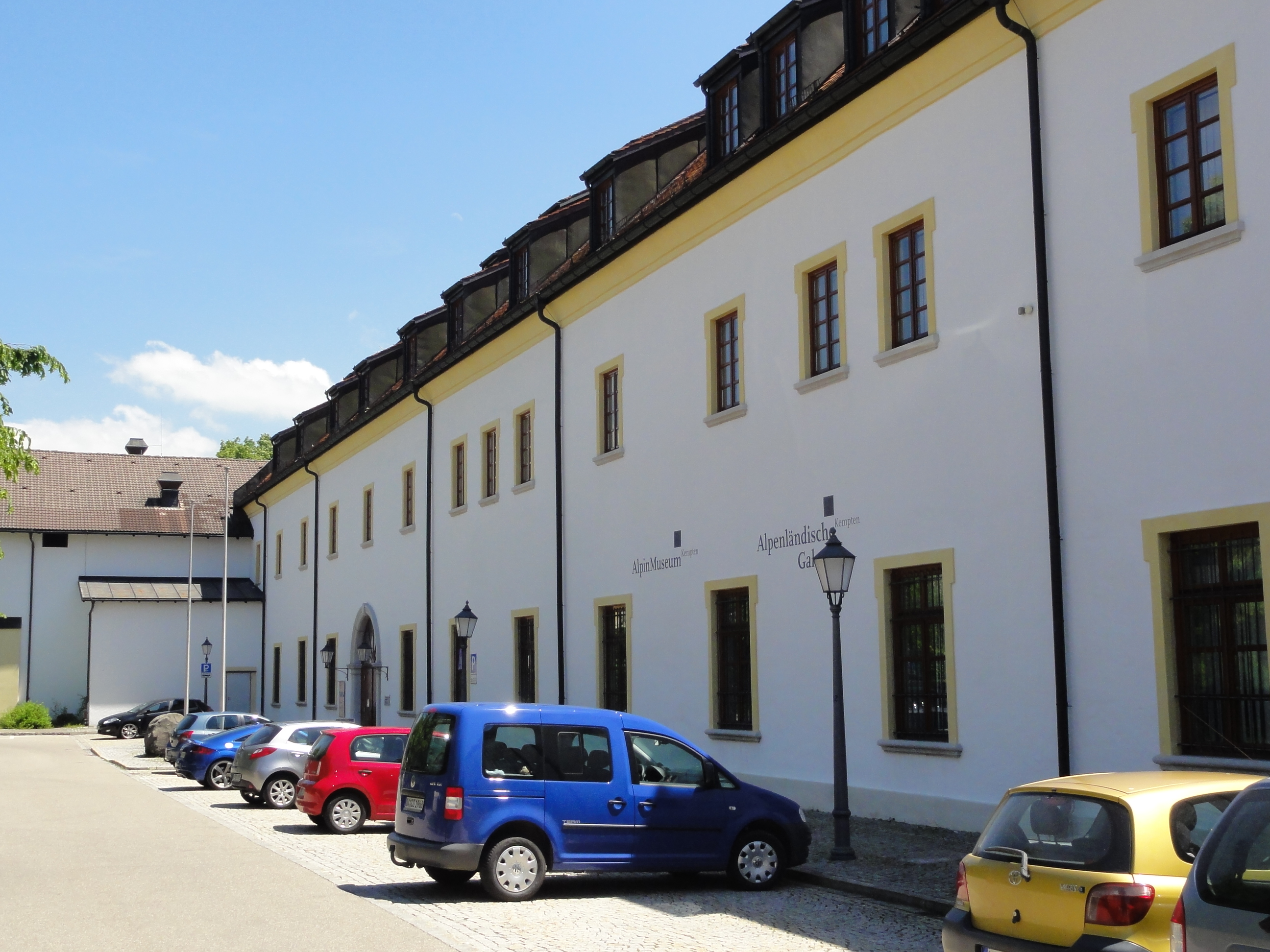
Ehemaliger Marstall in Kempten

Das Alpinmuseum war ein Museum mit dem Schwerpunkt Geschichte der Alpen, Geschichte des Alpinismus sowie Umwelt und Natur. Es befand sich von 1991 bis 2021 im Marstall in Kempten im Allgäu.

## Geschichte
Das Alpinmuseum war ein Zweig des Bayerischen Nationalmuseums. Die Eröffnung war am 1. August 1991. Sammlung und Konzeption wurden in Zusammenarbeit mit dem Deutschen Alpenverein aufgebaut und entwickelt. Die laufenden Kosten trug das Kulturamt der Stadt Kempten. Die Ausstellungsfläche der vier Obergeschosse betrug zusammen 2200 Quadratmeter. Nachdem 2015 die Alpenländische Galerie geschlossen wurde, standen dem Alpinmuseum mit dem Erdgeschoss zwei weitere Räume zur Verfügung. Ende 2021 wurde das Alpinmuseum im Zuge einer Umstrukturierung der Kemptener Museenlandschaft geschlossen, unter anderem, da ein Zwischenlager wegen des Neubaus des Museumsdepots benötigt wurde.

## Ausstellung

### Raum 1: Lebensraum Alpen
- Heiliger Berg/Wallfahrt/Orogenese

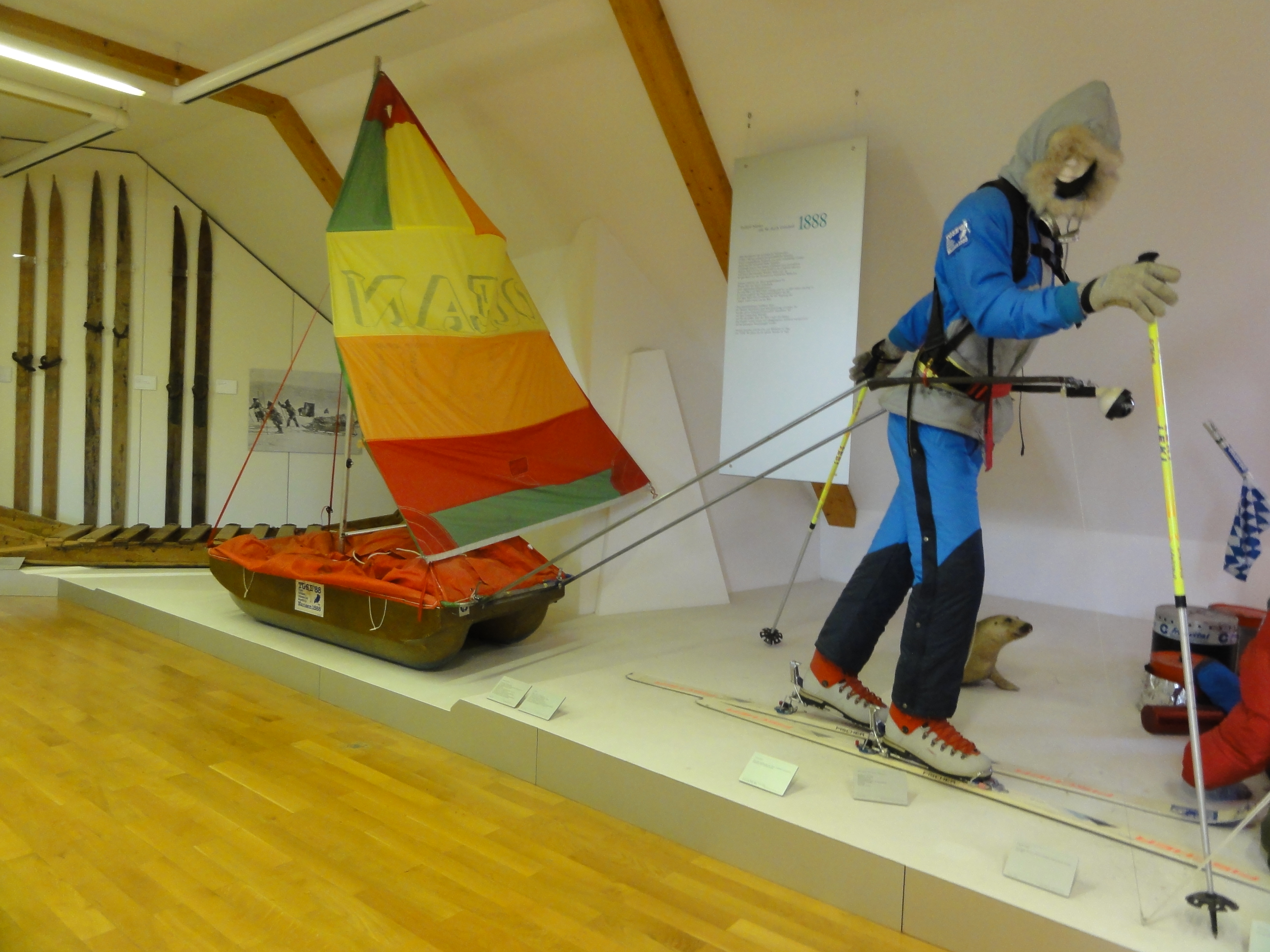
Expeditions-Schlitten mit Segel

- Vor- und Frühgeschichte/Römer/Christentum
- Lebensfristung im Hochgebirge
- Ertrotzter Lebensraum/Handwerk und Gewerbe
- Wege über die Alpen
- Energie

### Raum 2: Sonderausstellungen
- seit 2. März 2013: Geheimnis im Gletscher (Bonaventura Schaidnagl, Wildspitze)[4]
- 20. April bis 13. November 2011: Panorama – Allgäuer Berge von oben sehen
- 2010: BergLeben! (Fotografien von Manfred Felle)
- u. a.

### Raum 3: Naturkunde
- Flora/Bäume und Wald
- Tiere in den Alpen
- Karten und Reliefs

### Raum 4: Alpinismus
- Von Horace-Bénédict de Saussure bis Reinhold Messner
- Alpenvereine

### Raum 5: Hybridformen des Bergsports

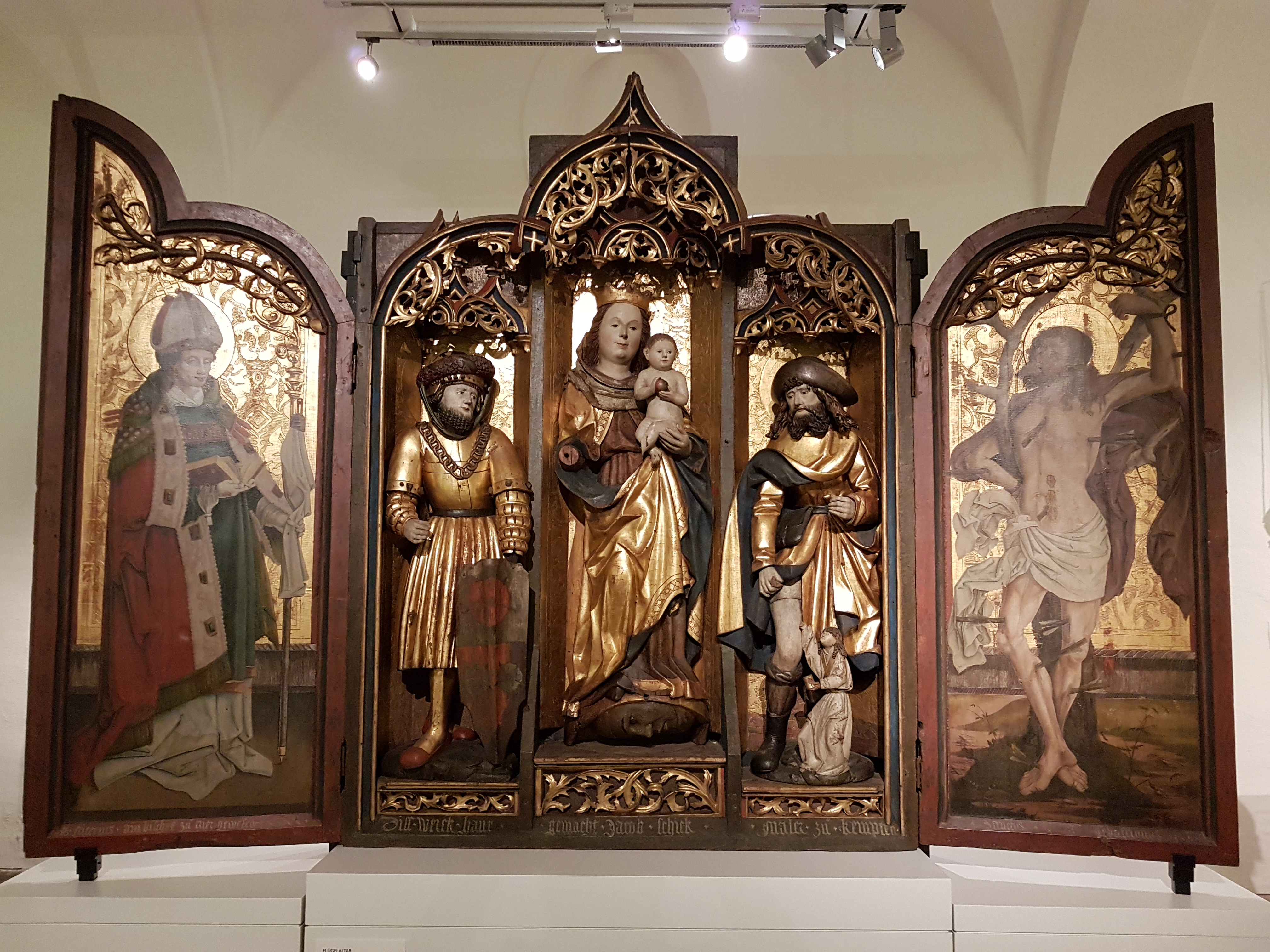
Flügelaltar (1515) v. Jakob Schick

- Hybridformen
- Sicherheit
- Bergrettung
- Bergen

### Raum 6: Schneeschuh und Schlitten
- Ski-Nullpunkt Grönland

### Raum 7: Skisammlung
- Skisport von Wilhelm Paulcke, Mathias Zdarsky und Georg Bilgeri bis heute

### Erdgeschoss

#### Großer Sonderausstellungsraum
- ab 2017 zum Beispiel die Kunstausstellung im August und September im Rahmen der Allgäuer Festwoche

#### Kleiner Sonderausstellungsraum
- 10. März bis 12. November 2017: Leuchtendes Mittelalter – von Heiligen, Handwerkern und Altären